# رومينا باور
رومينا فرانشيسكا باور (من مواليد 2 أكتوبر 1951) هي ممثلة ومغنية إيطالية ولدت في لوس أنجلوس. اشتهرت بأنها نصف الثنائي الموسيقي الناجح البانو ورومينا باور، مع زوجها السابق ألبانو كاريسي.

## السيرة الشخصية

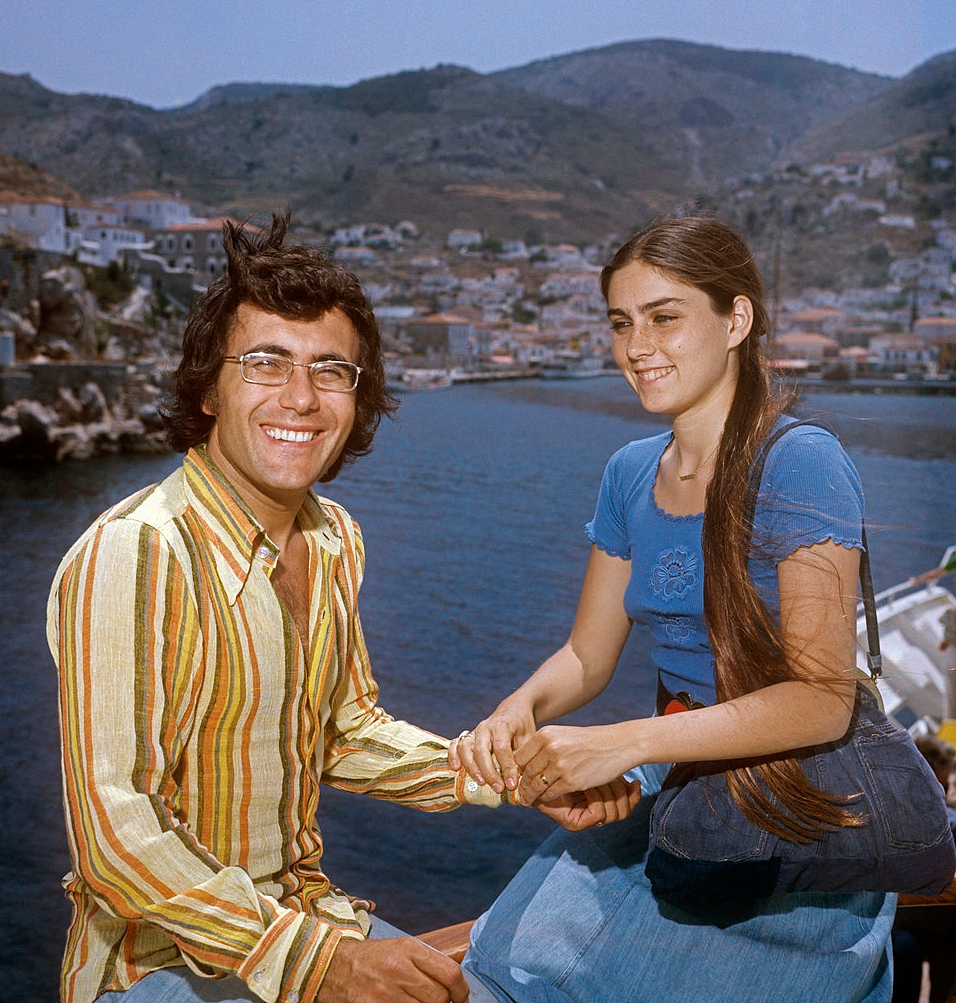
آل بانو ورومينا باور

وُلدت رومينا باور في لوس أنجلوس، وهي الابنة الكبرى لمعبود الشاشة الأمريكي تيرون باور وزوجته الثانية الممثلة المكسيكية ليندا كريستيان. بعد طلاق والديها في عام 1956، عاشت هي وشقيقتها الصغرى تارين مع والدتهما في أماكن مختلفة، خاصة في المكسيك وإيطاليا حيث قضت هي وأختها معظم طفولتهما، على الرغم من التحاق رومينا بالجامعة في إنجلترا.
أثار اهتمامها بالموسيقى في طفولتها المسرحيات الموسيقية الأمريكية من الخمسينيات، وفرق مارياتشي المكسيكية والموسيقى الإيطالية من الستينيات. في سن المراهقة المبكرة، اكتشفت باور فرقة البيتلز وبوب ديلان، مما ألهمها لتأليف الموسيقى. بعد تلقيها الغيتار كهدية عيد ميلاد، تعلمت الأوتار وكتبت أغانيها الأولى.